# Biankouma
Biankouma est une ville de l'ouest de la Côte d'Ivoire, en Afrique de l'ouest, dans la région du Tonkpi, située à environ 700 km au nord-ouest d'Abidjan, et à 46 km au nord de Man.  
Le vieux village de Biankouma est caractéristique de l'habitat yacouba. Les tisserands y fabriquent des toiles en bleu et blanc, avec du véritable indigo.

## Toponymie
Biangouin, qui signifie en yacouba « au-dessus du mont Bian », désignait à l'origine un petit village situé sur le mont Bian. Par déformation orale, Biangouin est devenu Biankouma. Les habitants de Biankouma sont communément appelés les " Bianois " et les "Bianoises". 

## Géographie

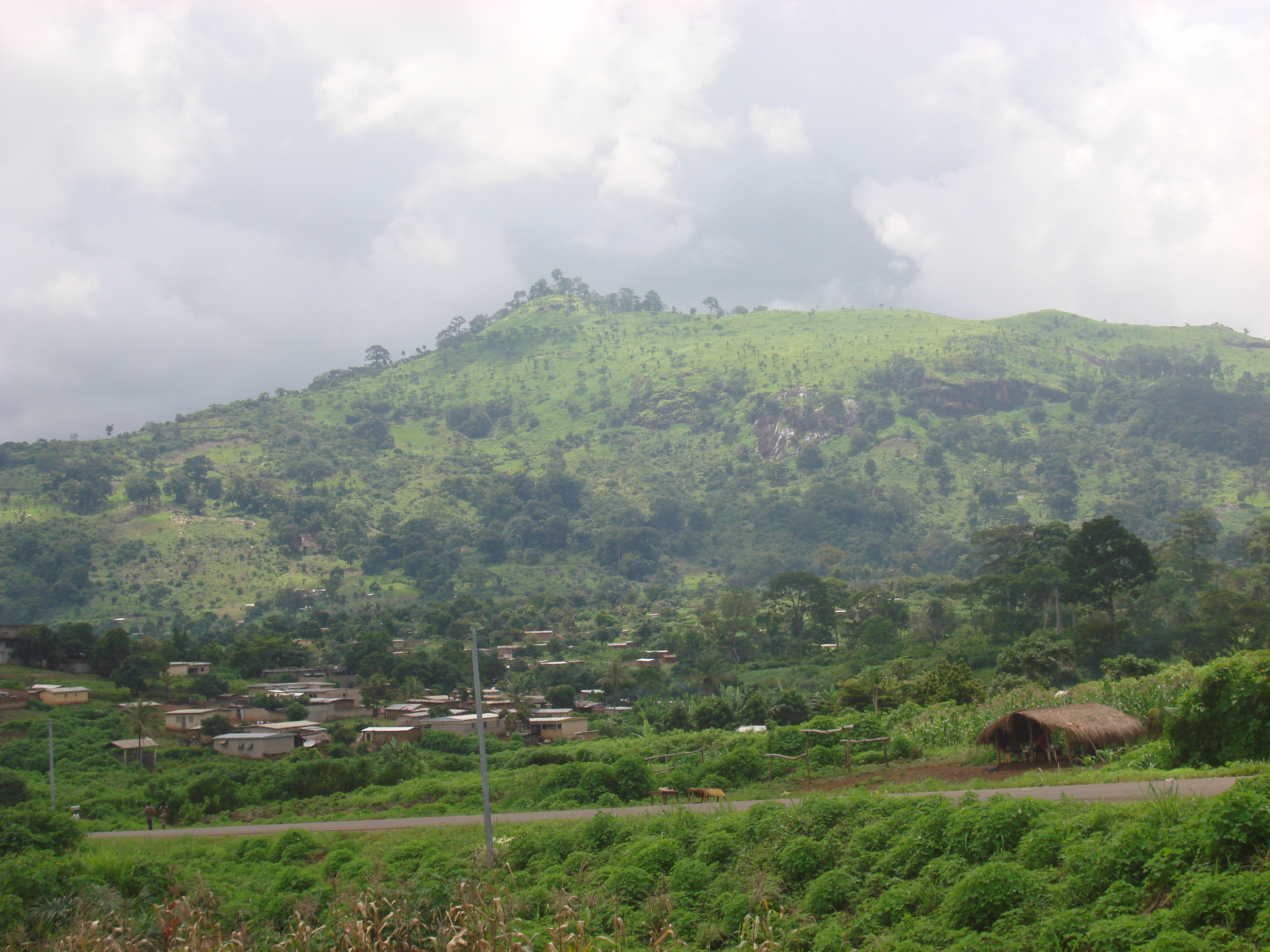
Vue partielle de la ville de Biankouma dominée par les montagnes

La sous-préfecture couvre une superficie de 2 640 km2 et compte 88 villages, avec une population estimée à 76 540 habitants (en 1999) composée majoritairement de Yacoubas, de Touras, et de Mandingue (Mahous). 

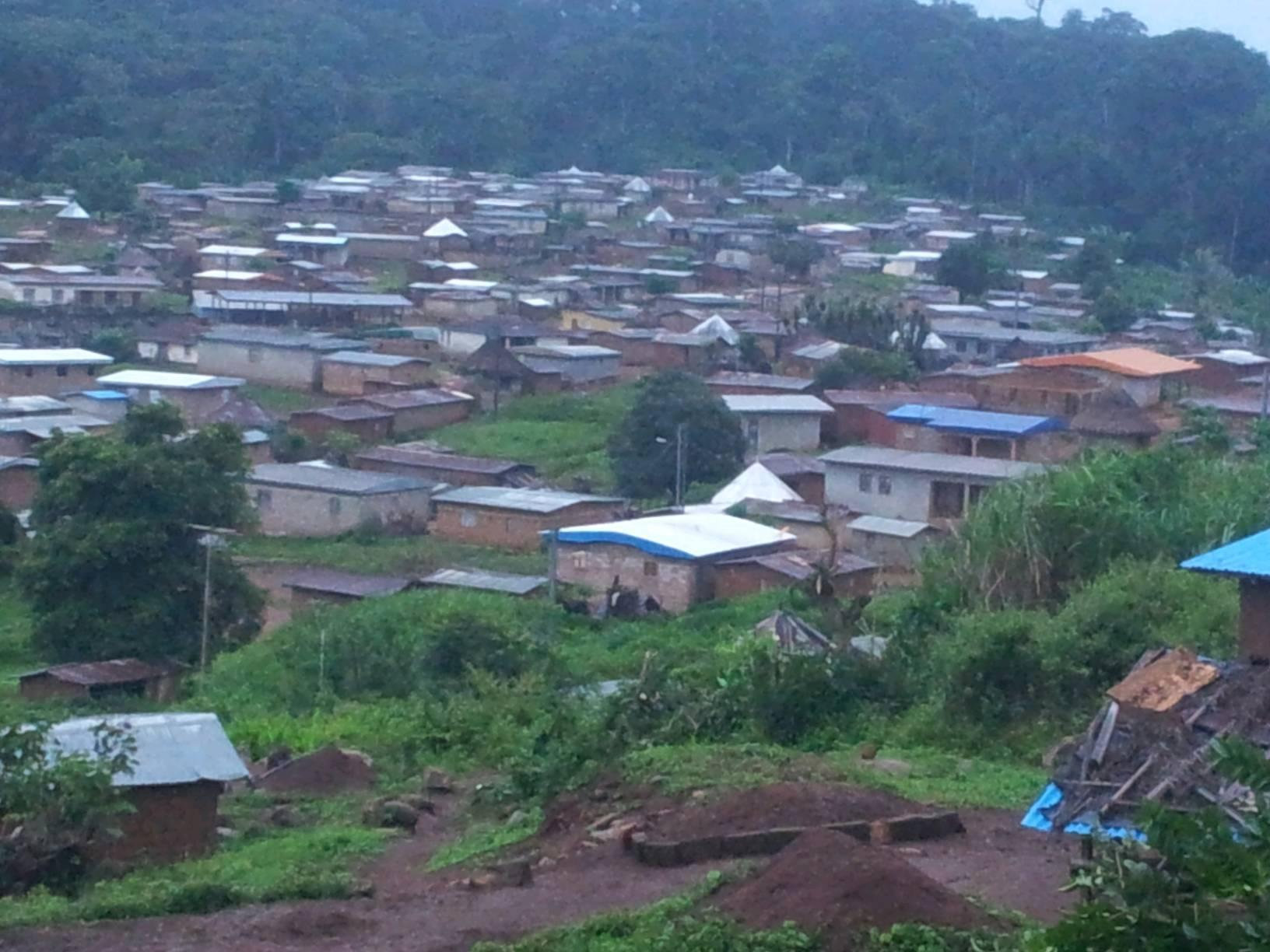
Le village de Gan

Biankouma compte aujourd'hui 10 quartiers urbains et 14 quartiers ruraux. Le territoire a un relief très accidenté et est couvert par une forêt dense et une forêt galerie. Le climat de la région est doux et humide : la température dépasse rarement les 30° à l'ombre. Plusieurs rivières arrosent la localité.

## Administration
Une loi de 1978 a institué 27 communes de plein exercice sur le territoire du pays.
| Date d'élection | Identité                | Parti    | Qualité         | Statut |
| --------------- | ----------------------- | -------- | --------------- | ------ |
| 1980            | Kale Sopoude            | PDCI-RDA | Homme politique | élu    |
| 1985            | Kale Sopoude            | PDCI-RDA | Homme politique | élu    |
| 1990            | Alphonse Woï Messé      | PDCI-RDA | Homme politique | élu    |
| 1995            | Alphonse Woï Messé      | PDCI-RDA | Homme politique | élu    |
| 2001            | Siaba Appolinaire       | UDPCI    | Homme politique | élu    |
| 2013            | Maniga Gba Jean Jacques | UDPCI    | Homme politique | élu    |

Biankouma fut érigée en sous-préfecture en 1961, et en commune de plein exercice en 1985.

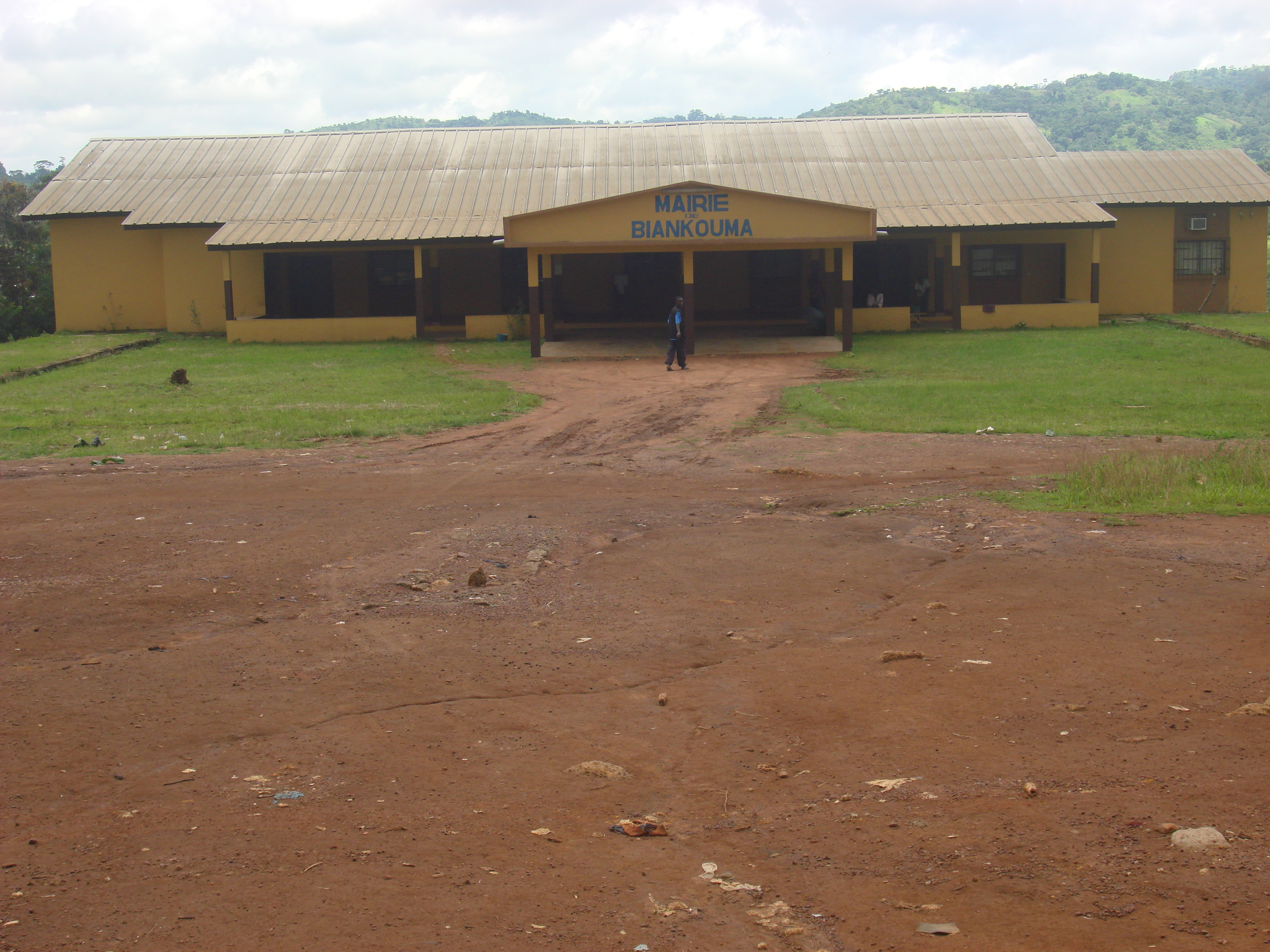
Mairie de Biankouma

## Représentation politique
| Date d'élection | Identité            | Parti | Qualité         | Statut |
| --------------- | ------------------- | ----- | --------------- | ------ |
| 2011            | Dely Mamadou        | UDPCI | Homme politique | élu    |
| 2016            | Kando Soumahoro     | RDR   | Homme politique | élu    |
| 2021            | Mireille Singa Guéi | UDPCI | Femme Politique | élue   |

| Date d'élection | Identité           | Parti | Qualité         | Statut |
| --------------- | ------------------ | ----- | --------------- | ------ |
| 2001            | Alphonse Woï Messé | UDPCI | Homme politique | élu    |
| 2001            | Bleu Voua Ernest   | UDPCI | Homme politique | élu    |
| 2016            | Zoh Réné           | UDPCI | Homme politique | élu    |

## Société

### Démographie
| 1920                                                             | 1946 | 1975  | 1978 | 1998   | Estimation 2010 |
| ---------------------------------------------------------------- | ---- | ----- | ---- | ------ | --------------- |
|                                                                  |      | 4 533 |      | 12 965 | 24 865          |
| Nombre retenu à partir de 1920 : Population sans doubles comptes |      |       |      |        |                 |

### Langues
Depuis l'indépendance, la langue officielle dans toute la Côte d'Ivoire est le français. La langue véhiculaire, parlée et comprise par la majeure partie de la population, est le dioula mais la langue vernaculaire de la région est le Yacouba. Le français effectivement parlé dans la région, comme à Abidjan, est communément appelé le français populaire ivoirien ou français de dago qui se distingue du français standard par la prononciation et qui le rend quasi inintelligible pour un francophone non ivoirien. Une autre forme de français parlé est le nouchi, un argot parlé surtout par les jeunes et qui est aussi la langue dans laquelle sont écrits 2 magazines satiriques, Gbich! et Y a fohi. Le département de Biankouma accueillant de nombreux ivoiriens issus de toutes les régions du pays, toutes les langues vernaculaires du pays, environ une soixantaine, y sont pratiquées.

## Économie
- Une structure dénommée CRADO, Comité de réflexion et d'action pour le développement de l'ouest[3],[4],[5], se charge de mener des réflexions pour le développement de Biankouma.

## La région
- Dans les environs, le gros village de Gouan, situé à 60 km au nord, se situe comme la ville de Man dans une cuvette encerclée de montagnes. Il abrite un impressionnant kapokier (ou fromager) bicentenaire de 8 m de diamètre ;Centre de santé de Gan

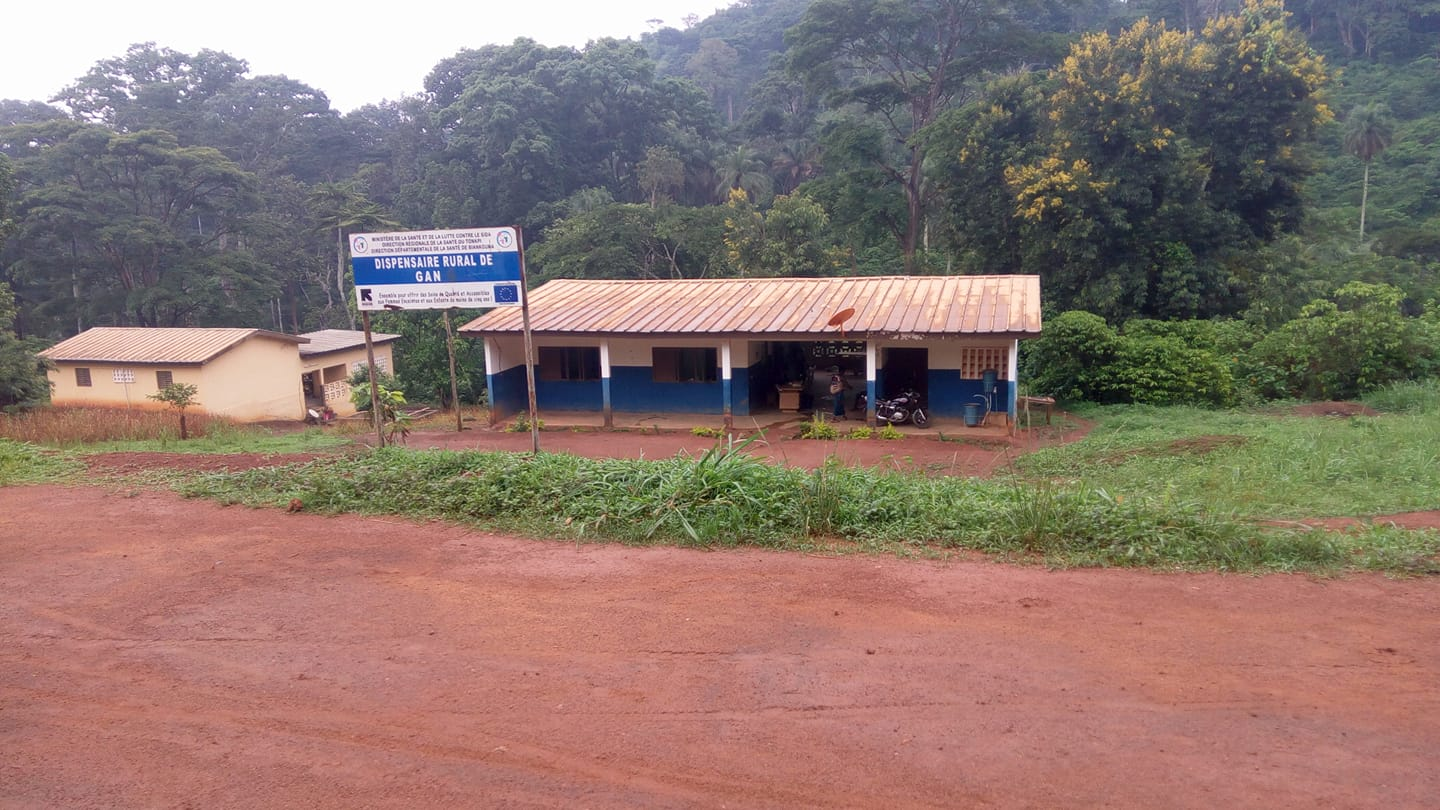
Centre de santé de Gan

- Le village de Yo est un village de forgerons et de sculpteurs ;
- La ville constitue un point de départ pour le Parc national du Mont Sangbé, avec ses 95 000 ha de superficie ;
- Les villages de Biankouma : Yrongouin - Mangouin - Dingouin - Lema - Gogouin - Thê - Gan   - kpata Nimbo - Sama Boyoué Gbonogouèlé Gbéigui Ouindié Louèlèba Gbagouiné  - Biétondié - Ganlé - Gbangbégouiné - Blègouin - Gouètidié - Gaoté - Digoualé - Dio - Bénonba - Kabakouma - kandopleu - Guélémou - Gouéssesso - Gbablasso - Yégolé - Santa - Gbonbélo - Kandopleu - Yaloba - Dantomba - Guéfinsso - Zouzousso - Blaguoin - Blapleu - Kanta - Bonta-Blita.- Sokourala - Yalo.

## Villes voisines
- Man au sud ;
- Touba au nord ;
- Séguéla vers l'est ;
- Danané vers l'ouest.

## Personnalités liées à la région
- Robert Guéï, président de la République de Côte d'Ivoire ;
- Vagondo Diomandé, ministre de la Sécurité et de l'administration territoriale de Côte d'Ivoire ;
- Loua Diomandé, ministre sous le président Félix Houphouët-Boigny ;
- Alphonse Woï Messé, maire et député, ancien vice-président de l'Assemblée nationale et ex-président du groupe parlementaire UDPCI ;
- Siguidé Soumahoro, ministre des Sports sous le président Henri Konan Bédié ;
- Alphonse Douati, ministre, notamment de la Production animale et des Ressources halieutiques dans les gouvernements de Charles Konan Banny et Soro I ;
- Kalé Sopoudé, député-maire de 1980 à 1990 ;
- Dely Mamadou, député de Biankouma ;
- Mireille Guéi, députée de Biankouma.